# Mall of Fame

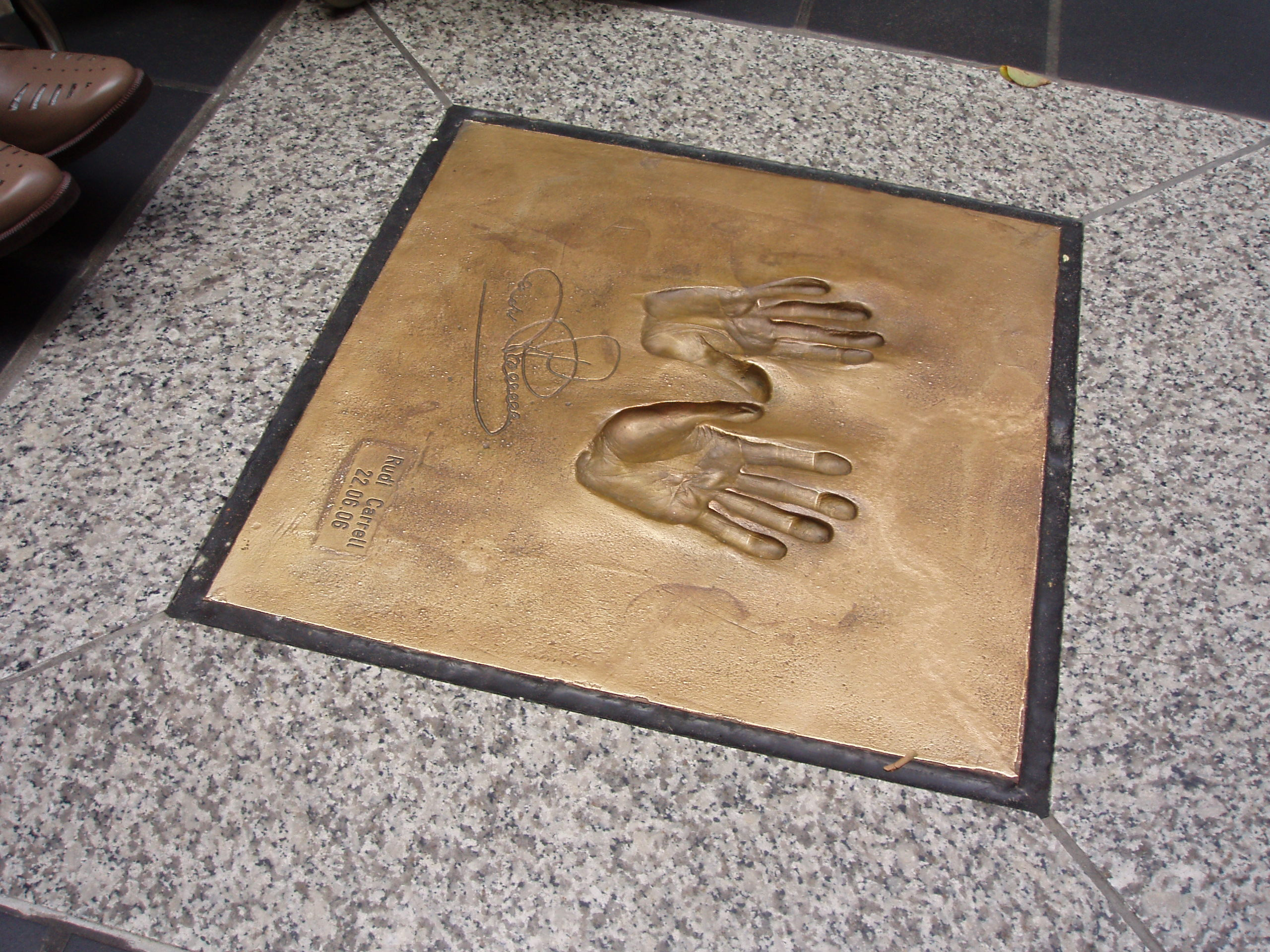
Der Abdruck der Hände Rudi Carrells

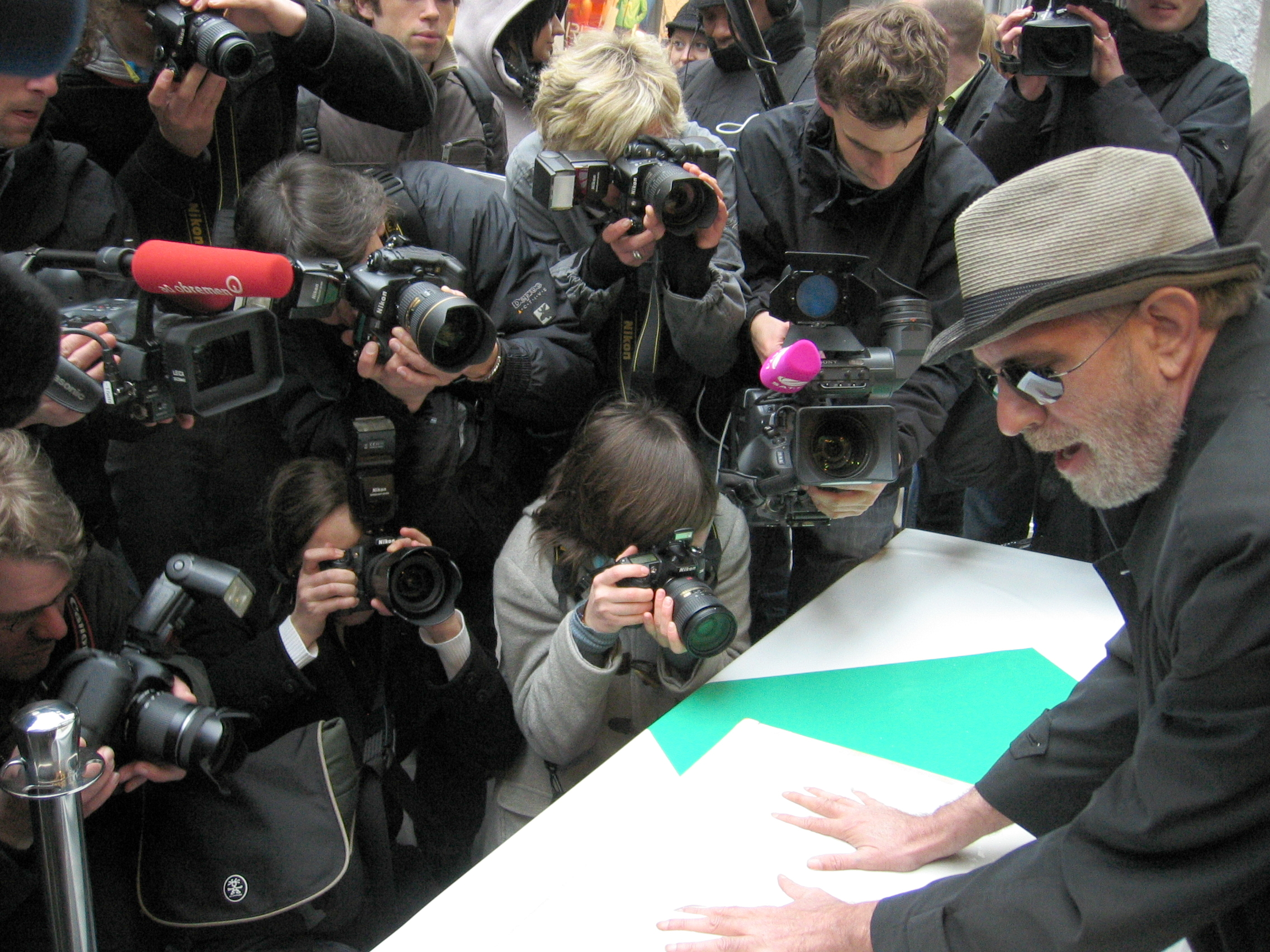
Unter großem Medieninteresse gab im März 2010 der Künstler James Rizzi seine Handabdrücke ab.

Mall of Fame ist der inoffizielle Name einer Fußgängerzone in Bremen. Sie verläuft unter dem Glasdach der 250 Meter langen Lloyd-Passage im Zentrum der Hansestadt.
Seit 2003 werden im Granitboden die Handabdrücke verschiedener Prominenter eingelassen, die einen Bezug zur Freien Hansestadt Bremen besitzen oder sich um die Stadt verdient gemacht haben. Die Geehrten drücken ihre Hände hierfür zunächst in Gips. Anschließend dienen diese Modelle als Vorlage für die Anfertigung einer knapp 50 Kilogramm schweren Bronze-Platte, auf welcher am Schluss auch die eingravierte Unterschrift der entsprechenden Person zu sehen ist. Die Idee wie auch der Name sollen an den Hollywood Walk of Fame in Los Angeles erinnern. Vorschläge für zu ehrende Personen können von den Bürgern mit schlüssiger Begründung eingereicht werden.
Die Platten werden von der Gießerei Hepako Spezialguss GmbH in Syke hergestellt.

## Bisher Ausgezeichnete
Die Handabdrücke folgender Prominenter sind bis jetzt auf der Mall of Fame installiert worden:
- 21. November 2003: Peter Maffay[2]
- 15. April 2005: James Last
- 27. November 2005: Michael Stich
- 13. Februar 2006: Karlheinz Böhm
- 3. Juli 2006: Rudi Carrell
- 20. September 2006: Max Lorenz / Uwe Seeler (als Duo auf einer Platte)
- 6. März 2007: Ulf Merbold
- 11. Dezember 2007: Sabine Postel
- 2. Dezember 2008: Diego
- 2. Dezember 2008: Thomas Schaaf
- 17. Juli 2009: Amelie Fried
- 16. März 2010: James Rizzi
- 19. März 2010: Bärbel Schäfer
- 6. November 2010: Roberto Albanese
- 20. August 2011: Hape Kerkeling
- 3. Januar 2012: Burckhard Göbel (langjähriger Schauspieler des Schneiders bei der Bremer Eiswette)
- 6. Dezember 2012: Katja Ebstein
- 12. September 2014: Aílton
- 11. September 2015: Uschi Nerke / Gerhard Augustin (als Duo auf einer Platte)
- 21. November 2016: Claudio Pizarro
- 4. Oktober 2017: Paavo Järvi
- 13. August 2018: Johannes Strate
- 30. Januar 2019: Jan Böhmermann
- September 2021: Katja Riemann
- 23. Februar 2022: Florian Wellbrock
- 6. Mai 2023: David Safier